# 圣约翰伍德教堂
圣约翰伍德教堂（St John's Wood Church）是一个圣公会牧区，位于伦敦威斯敏斯特市圣约翰伍德的罗德环岛（Lord's Roundabout），介于罗德板球场（Lord's Cricket Ground）与摄政公园之间，被英国遗产委员会列为二级登录建筑。牧区隶属于查令十字会吏长区。
该堂兴建于1814年，建筑师托马斯·哈德威克，他同时建造了目前的圣马里波恩教堂 。教堂原有大片1814墓地，于1855年关闭，1886年改为公共花园圣约翰伍德教堂庭园（St. John's Wood Church Grounds）。第二次世界大战之后，因圣士提反堂被炸弹破坏，圣约翰伍德教堂在1952年成为牧区教堂。1969年，保罗·麦卡特尼和琳达的婚礼在此举行。 

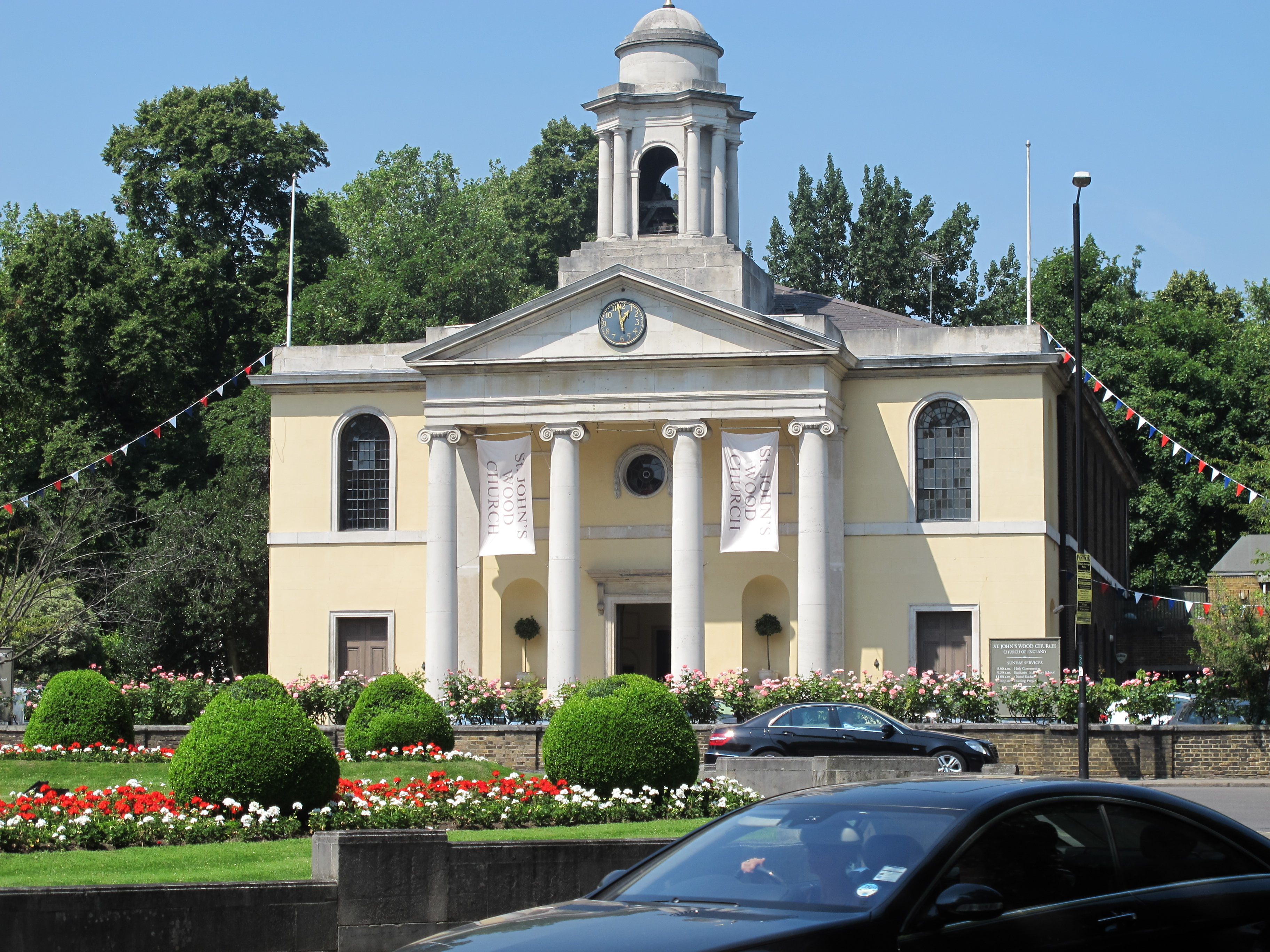
圣约翰伍德教堂

今日，该堂有225名在册信徒，其中有130〜150名信徒定期参加礼拜。建筑物向外开放，作为祈祷和默想的地点。
圣约翰伍德教堂与其他教堂合作，每月为大赦国际共同举办仪式。该堂牧师还与犹太会堂和伦敦中央清真寺的代表会面，进行经文研究（scriptural reasoning）讨论。